# 宰奈姆
宰奈姆（法語：Zeinheim，发音：[zainaim] 或 [t͡sainaim]）是法国下莱茵省的一个市镇，属于莫尔塞姆区和萨韦尔讷县（Saverne）。该市镇总面积2.46平方公里，2009年时的人口为190人。

## 人口
宰奈姆人口变化图示